# Driestrepige palmeekhoorn
De driestrepige palmeekhoorn (Lariscus insignis)  is een zoogdier uit de familie van de eekhoorns (Sciuridae). De wetenschappelijke naam van de soort werd voor het eerst geldig gepubliceerd door F.Cuvier in 1821.

## Voorkomen
De soort komt voor in Brunei, Indonesië, Maleisië en Thailand.